# M. G. Braun
Pour les articles homonymes, voir Braun.
M. G. Braun, de son vrai nom Maurice Gabriel Édouard Brault, né à Hanoï le 19 octobre 1912 et mort le 2 juillet 1984 au Soler (Pyrénées-Orientales), est un écrivain français, auteur de nombreux romans policiers et d'espionnage. On lui doit la création des héros Sam et Sally Krasmer, un couple d'enquêteurs devenu les personnages-titres et les héros de la série télévisée Sam et Sally. Des romans d'espionnage, également publiés aux éditions Fleuve noir, racontent les aventures de l'agent du SA français Alex Glenne, souvent accompagné de Giulio Cavassa, agent de la CIA.

## Biographie
Fils d'un haut fonctionnaire de la police, il naît à Hanoï en Indochine française. Dans sa jeunesse, il voyage beaucoup, est reconnu comme un grand chasseur, pratique la lutte gréco-romaine et tente sa chance dans la restauration avant de se consacrer entièrement à l'écriture.
Il publie en 1952 son premier roman, Une fille tranquille, qui marque les débuts du duo d'enquêteurs Sam et Sally.
Au cours de sa longue carrière d'écrivain qui s'étend de 1954 à 1984, il publie 171 ouvrages.
Le film Les Caïds, tourné par Robert Enrico en 1972, avec notamment Serge Reggiani, est tiré de son roman L'enfer est au sous-sol.

## Œuvre

### Romans

#### SérieAlex Glenne
- Comme des loups, Paris, Fleuve noir, Espionnage No 41, 1954
- Jeu sans loi, Paris, Fleuve noir, Espionnage No 47, 1954
- Dernière Audace, Paris, Fleuve noir, Espionnage No 64, 1955
- Route suicide, Paris, Fleuve noir, Espionnage No 78, 1955
- Les Eaux rouges, Paris, Fleuve noir, Espionnage No 89, 1956
- Terre violée, Paris, Fleuve noir, Espionnage No 101, 1956
- L'Homme seul, Paris, Fleuve noir, Espionnage No 112, 1956
- Commando de la colère, Paris, Fleuve noir, Espionnage No 124, 1957
- Le Chant de la peur, Paris, Fleuve noir, Espionnage No 135, 1957
- Qu'un sang impur, Paris, Fleuve noir, Espionnage No 144, 1957
- Menace sur les sables, Paris, Fleuve noir, Espionnage No 152, 1958
- La Grande Lutte Paris, Fleuve noir, Espionnage No 164, 1958
- Tactique défensive, Paris, Fleuve noir, Espionnage No 174, 1958
- Pas de bonheur pour Spyros, Paris, Fleuve noir, Espionnage No 185, 1959
- Faire face, Paris, Fleuve noir, Espionnage no 197, 1959
- Le Dernier Guerrier, Paris, Fleuve noir, Espionnage No 212, 1959
- Mission Caraïbes, Paris, Fleuve noir, Espionnage No 233, 1960
- Promesse de meurtre, Paris, Fleuve noir, Espionnage No 236, 1960
- À vous, , Paris, Fleuve noir, Espionnage No 252, 1960
- Intervention "C", Paris, Fleuve noir, Espionnage No 257, 1960
- L'Assaut des damnés, Paris, Fleuve noir, Espionnage No 267, 1961
- Prescriptions spéciales, Paris, Fleuve noir, Espionnage No 281, 1961
- Fasse Dieu !.., Paris, Fleuve noir, Espionnage No 296, 1961
- Zone d'action, Paris, Fleuve noir, Espionnage No 304, 1961
- Attaque imminente, Paris, Fleuve noir, Espionnage No 317, 1962
- T-30, Paris, Fleuve noir, Espionnage No 328, 1962
- Exécution double, Paris, Fleuve noir, Espionnage No 336, 1962
- Apôtres de la violence, Paris, Fleuve noir, Espionnage No 346, 1962
- Meurtre inclus, Paris, Fleuve noir, Espionnage No 356, 1963
- Politique de force, Paris, Fleuve noir, Espionnage No 373, 1963
- Le Gringo, Paris, Fleuve noir, Espionnage No 389, 1963
- Secteur Est, Paris, Fleuve noir, Espionnage No 404, 1963
- Tête de bois, Paris, Fleuve noir, Espionnage No 420, 1964
- Abcès de fixation, Paris, Fleuve noir, Espionnage No 429, 1964
- Vous trichez, M., Paris, Fleuve noir, Espionnage No 446, 1964
- Action de force, Paris, Fleuve noir, Espionnage No 462, 1964
- Plan "jalousie", Paris, Fleuve noir, Espionnage No 473, 1965
- L'Heure du Tarragone, Paris, Fleuve noir, Espionnage No 490, 1965
- Permis de tuer, Paris, Fleuve noir, Espionnage No 504, 1965
- Zéro heure une, Paris, Fleuve noir, Espionnage No 518, 1965
- Feu roulant, Paris, Fleuve noir, Espionnage No 537, 1966
- Ça va, Cavassa ?, Paris, Fleuve noir, Espionnage No 554, 1966
- C'est pour demain, Paris, Fleuve noir, Espionnage No 571, 1966
- Aux derniers barbelés, Paris, Fleuve noir, Espionnage No 578, 1966
- Du même enfer, Paris, Fleuve noir, Espionnage No 594, 1967
- Horizon rouge, Paris, Fleuve noir, Espionnage No 611, 1967
- En plein cœur, Paris, Fleuve noir, Espionnage No 628, 1967
- Glenne ... Force, Paris, Fleuve noir, Espionnage No 647, 1967
- Guatemala city, Paris, Fleuve noir, Espionnage No 661, 1968
- Tuer est mon métier, Paris, Fleuve noir, Espionnage No 683, 1968
- Les Déserteurs, Paris, Fleuve noir, Espionnage No 693, 1968
- Fini de rire, Paris, Fleuve noir, Espionnage No 713, 1968
- Guerre possible, Paris, Fleuve noir, Espionnage No 737, 1969
- Casse cash, Paris, Fleuve noir, Espionnage No 757, 1969
- Che maccio, Paris, Fleuve noir, Espionnage No 780, 1969
- La Femme au fusil, Paris, Fleuve noir, Espionnage No 812, 1970
- V comme Vacherie, Paris, Fleuve noir, Espionnage No 830, 1970
- Le Temps des guérilleros, Paris, Fleuve noir, Espionnage No 854, 1970
- Pris pour cible, Paris, Fleuve noir, Espionnage No 888, 1971
- Dix centimètres de peau, Paris, Fleuve noir, Espionnage No 908, 1971
- La Ciguatera, Paris, Fleuve noir, Espionnage No 931, 1971
- Chambre 12, Paris, Fleuve noir, Espionnage No 958, 1972
- Trois têtes coupées, Paris, Fleuve noir, Espionnage No 986, 1972
- Glenne à la turque, Paris, Fleuve noir, Espionnage No 1007, 1972
- Code baltique, Paris, Fleuve noir, Espionnage No 1033, 1973
- Maître à tuer, Paris, Fleuve noir, Espionnage No 1056, 1973
- Elle s'appelait Tilly, Paris, Fleuve noir, Espionnage No 1122, 1973
- Sept mille îles, Paris, Fleuve noir, Espionnage No 1131, 1974
- La Fille des Andes, Paris, Fleuve noir, Espionnage No 1154, 1974
- Du côté de Khartoum, Paris, Fleuve noir, Espionnage No 1200, 1975
- Sur un air de viole, Paris, Fleuve noir, Espionnage No 1221, 1975
- À la sainte Sophie, Paris, Fleuve noir, Espionnage No 1300, 1976
- L'Incorrigible, Paris, Fleuve noir, Espionnage No 1343, 1977
- Monsieur Colt, Paris, Fleuve noir, Espionnage No 1379, 1977
- Où sont les lions ?, Paris, Fleuve noir, Espionnage No 1429, 1978

#### Autres romans
- Des ongles pour griffer, Paris, Fleuve Noir, Spécial Police no 34, 1952
- Un goût de sauvage, Paris, Fleuve Noir, Spécial Police no 46, 1953
- L'enfer est au sous-sol, Paris, Fleuve Noir, Spécial Police no 54, 1954 ; réédition, Paris, Fleuve noir, Polar 50 no 26, 1989
- Le Chemin du couteau, Paris, Fleuve Noir, Spécial Police no 65, 1954
- Très dangereux, Paris, Fleuve Noir, Spécial Police no 73, 1955
- La Peur libre, Paris, Fleuve Noir, Spécial Police no 91, 1956
- Un bagarreur, Paris, Fleuve Noir, Spécial Police no 104, 1956 ; réédition, Paris Fleuve noir, Spécial Police no 1794, 1983
- Retour de flamme, Paris, Fleuve Noir, Spécial Police no 114, 1957
- À vent d'orage, Paris, Fleuve Noir, Spécial Police no 126, 1957
- Tony Sauvage, Paris, Fleuve Noir, Spécial Police no 189, 1959 ; réédition, Paris, Fleuve noir, Polar 50 no 5, 1988

#### Roman signé Willy Rice
- Combattants sans frontières, Paris, Éditions de l'Arabesque, 1955